# Чехословацкое правительство в изгнании
Чехословацкое правительство в изгнании — неофициальное название Национального комитета освобождения Чехословакии, первоначально получившее дипломатическое признание в качестве правительства от Великобритании. Название стало использоваться другими странами-союзниками Великобритании во Второй мировой войне и впоследствии было ими признано.
Комитет освобождения первоначально был создан бывшим чехословацким президентом Эдвардом Бенешем в Париже в октябре 1939 года. Неудачные переговоры с Францией относительно его дипломатического статуса, а также грядущая нацистская оккупация Франции вынудили Комитет в 1940 году переместиться в Лондон. Оттуда он в 1941 году переехал в Эстон-Эбботс, где находился в относительной безопасности от немецких бомбардировок Лондона.
На протяжении Второй мировой войны это правительство признавалось законным правительством Чехословакии (в частности, Советский Союз установил с ним дипотношения через посольство СССР при Союзных правительствах в Лондоне). Будучи антифашистским, оно стремилось отменить признание законности Мюнхенского соглашения и последующей немецкой оккупации Чехословакии и восстановить республику в её границах 1937 года. Таким образом, со стороны тех стран, которые его признавали, оно де-юре являлось правительством продолжавшей существовать Первой Чехословацкой республики.